# Shunsuke Kikuchi
Shunsuke Kikuchi (født 4. oktober 1991) er en japansk fodboldspiller, som spiller for den japanske fodboldklub Shonan Bellmare.